# Chris Stamp
Christopher Thomas "Chris" Stamp (7 de julio de 1942 – 24 de noviembre de 2012) fue un productor discográfico británico conocido por ser mánager y productor de artistas como The Who y Jimi Hendrix en las décadas de los 60 y 70, y por ser el cofundador de la discográfica Track Records. Después fue terapeuta de psicodrama en el estado de Nueva York.

## Juventud
Stamp y sus cuatro hermanos nacieron en East End de Londres. Su hermano mayor fue el actor Terence Stamp. Su padre, Thomas Stamp, era capitán de un remolcador.

## Carrera musical y filmatográfica
Stamp comenzó a trabajar en la industria del cine y allí conoció a su socio y colaborador Kit Lambert mientras trabajaba en Shepperton Film Studios como asistente de dirección. Ambos colaboraron en películas como I Could Go On Singing, The L-Shaped Room y Of Human Bondage. Finalmente compartieron apartamento en Londres y en 1963 Lambert le convenció para que hiciesen una película juntos sobre la escena del rock británico.
Stamp y Lambert conocieron a los integrantes de The Who en una de sus actuaciones en el Railway Hotel situado en Harrow and Wealdstone. En aquella época se les conocía como The High Numbers.
A pesar de no contar con ninguna experiencia como mánagers en la industria musical, decidieron adquirir los derechos de la banda de su mánager Peter Meaden; Lambert supo de manos del abogado de The Beatles, David Jacobs, que el contrato de la banda con su anterior mánager no era válido a nivel legal y Meaden vendió los derechos de la banda a Stamp y Lambert en 1964.
Para otoño de ese mismo año, Stamp y Lambert convencieron a la banda que volviesen a usar el nombre de The Who, nombre que usaban antes de Meaden, y comenzaron a centrarse en su imagen mod. También aconsejaron a la banda a incluir más música blues y versiones de James Brown y Motown en sus conciertos.
Filmaron un cortometraje promocional de The Who en 1964 que mostraban en sus conciertos antes de que saliesen a tocar. Gracias a su pasado en el mundo de la cinematografía, también se centraron en el espectáculo que debía dar la banda. Les mandaron a aprender cómo maquillarse e insistieron en que la banda debía de tener control sobre la iluminación de sus conciertos, cosa desconocida hasta el momento.
Para finales de 1966, ya con dos álbumes exitosos de The Who, Stamp y Lambert montaron su propia discográfica. Al año siguiente firmaron contrato con Jimi Hendrix y fundaron Track Record Records, después conocida simplemente como Track Records. Poco después publicaron el primer sencillo «Purple Haze», seguido del primer disco del guitarrista, Are You Experienced. Track Records también publicó éxitos como «Fire» de la banda Crazy World of Arthur Brown que alcanzó el primer puesto en la lista de ventas británicas y en Canadá, y el segundo puesto de la lista Billboard Hot 200, y el disco Eight Miles High de The Byrds, que llegó al puesto 14 de la lista Billboard Hot 100. Stamp y Lambert también ayudaron en la publicación de la ópera rock Tommy de The Who.
A medida que progresaban los años 70, el consumo de drogas de Lambert comenzó a ser grande. Además comenzó a coger dinero de las regalías de la banda, por lo que para 1975 Stamp y Lambert fueron despedidos y la banda contrató a Bill Curbishley como mánager y la pareja se marchó a Nueva York para producir la banda de R&B/soul Labelle. Para el año siguiente Track Records dejó de existir.
Después del cierre de Track Records, Stamp se quedó en Nueva York, mientras que Kit Lambert se mudó a Italia, y murió en 1981 debido a una hemorragia cerebral durante una visita a Londres. Stamp siguió con su abuso de alcohol y drogas, para finalmente entrar en rehabilitación en 1987, que inspiró a Stamp para ayudar a otras personas con problemas de adicción, por lo que comenzó a estudiar terapias experimentales, incluyendo el psicodrama.

## Fallecimiento
Stamp murió de cáncer el 24 de noviembre de 2012 en el Hospital Mount Sinai de Nueva York.